# Boullay-les-Troux
Boullay-les-Troux – miejscowość i gmina we Francji, w regionie Île-de-France, w departamencie Essonne.
Według danych na rok 1990 gminę zamieszkiwało 509 osób, a gęstość zaludnienia wynosiła 106 osób/km² (wśród 1287 gmin regionu Île-de-France Boullay-les-Troux plasuje się na 801. miejscu pod względem liczby ludności, natomiast pod względem powierzchni na miejscu 692.).